# Copelatus mancus
Copelatus mancus är en skalbaggsart som beskrevs av Sharp 1887. Copelatus mancus ingår i släktet Copelatus och familjen dykare. Inga underarter finns listade i Catalogue of Life.